# 卡琳·尼尔松
卡琳·尼尔松（瑞典語：Carin Nilsson，1904年12月10日—1999年12月20日），瑞典女子游泳运动员。她曾代表瑞典参加1924年夏季奥林匹克运动会游泳比赛，获得女子4×100米自由泳接力铜牌。